# Nikolaus III. (Mecklenburg)
Nikolaus III. zu Mecklenburg (* nach 1230; † 8. Juni 1289 oder 1290) war von 1246 an Domherr zu Schwerin und von 1264 bis 1289 Herr zu Mecklenburg.

## Leben
Er war der Sohn von Johann I. von Mecklenburg und Luitgard von Henneberg (1210–1267), Tochter des Grafen Poppo VII. von Henneberg und Bruder des Schweriner Domherren Hermann.
Vom 9. Juli 1246 an war Nikolaus Domherr zu Schwerin, wobei er vom 15. Mai 1248 bis zum 21. Oktober 1261 das Amt des Scholasten ausübte und seit dem 5. Januar 1266 Inhaber der Propstei war. 
Nikolaus III. wurde am 9. Januar 1266 als Domherr ins Domkapitel zu Lübeck aufgenommen, seit 28. Juni 1271 war er dort auch Propst. Am 6. Mai 1285 war er noch Inhaber einer Minorpräbende des Lübecker Domkapitels.
Am 22. Februar 1269 wurde er auch als Pfarrer in der St.-Marien-Kirche in Wismar genannt. Am 17. Juli 1282 war Nikolaus III. auch Pfarrer in Bergedorf und am 20. Dezember 1285 Stifter einer Vikarie in Schwerin.
Nachdem sein Bruder Heinrich I. von Mecklenburg bei seiner Pilgerreise in Gefangenschaft geriet, übte er zusammen mit seinem Bruder Johann II. die Vormundschaft für dessen Frau und Kinder aus.
Letztmals lebend urkundlich erwähnt wurde Nikolaus III. am 2. April 1289. Sein Todestag ist der 8./9. Juni 1289 oder 1290, bestattet wurde er im Doberaner Münster. Am 5. April 1296 wurden Bestimmungen über seinen Nachlass getroffen.